# Copa ATP 2021
La Copa ATP 2021 (en inglés ATP Cup 2021) fue un torneo de tenis masculino por equipos nacionales que se celebró en la ciudad de Melbourne (Australia). Esta fue la segunda edición del torneo.

## Distribución de puntos
| Tipo    | Ranking  | Ronda       | Puntos ganados según el ranking del rival | Puntos ganados según el ranking del rival | Puntos ganados según el ranking del rival | Puntos ganados según el ranking del rival | Puntos ganados según el ranking del rival | Puntos ganados según el ranking del rival | Puntos ganados según el ranking del rival |
| Tipo    | Ranking  | Ronda       | N° 1–10                                   | N° 11–20                                  | N° 21–30                                  | N° 31–50                                  | N° 51–100                                 | N° 101–250                                | N° 251+                                   |
| ------- | -------- | ----------- | ----------------------------------------- | ----------------------------------------- | ----------------------------------------- | ----------------------------------------- | ----------------------------------------- | ----------------------------------------- | ----------------------------------------- |
| Singles | N° 1–250 | Final       | 220                                       | 180                                       | 140                                       | 100                                       | 75                                        | 45                                        | 30                                        |
| Singles | N° 1–250 | Semifinales | 150                                       | 130                                       | 100                                       | 70                                        | 45                                        | 30                                        | 20                                        |
| Singles | N° 1–250 | Round Robin | 75                                        | 65                                        | 50                                        | 35                                        | 25                                        | 20                                        | 15                                        |
| Singles | N° 251+  | Final       | 55                                        | 55                                        | 55                                        | 55                                        | 55                                        | 45                                        | 30                                        |
| Singles | N° 251+  | Semifinales | 45                                        | 45                                        | 45                                        | 45                                        | 45                                        | 30                                        | 20                                        |
| Singles | N° 251+  | Round Robin | 25                                        | 25                                        | 25                                        | 25                                        | 25                                        | 15                                        | 10                                        |
| Dobles  | Dobles   | Final       | 100                                       | 100                                       | 100                                       | 100                                       | 100                                       | 100                                       | 100                                       |
| Dobles  | Dobles   | Semifinales | 75                                        | 75                                        | 75                                        | 75                                        | 75                                        | 75                                        | 75                                        |
| Dobles  | Dobles   | Round Robin | 50                                        | 50                                        | 50                                        | 50                                        | 50                                        | 50                                        | 50                                        |

## Clasificación
Once países se clasificaron según el Ranking ATP de su jugador individual mejor clasificado el 4 de enero de 2021 y su compromiso de jugar el evento. El país anfitrión Australia recibió un Wild Card. Suiza fue retirada como país clasificado después de que Roger Federer, quinto clasificado, se retirara del evento debido a una lesión en la rodilla.
| #       | País      | Jugador N°1        | Rank    | Jugador N°2          | Rank | Jugador N°3        | Jugador N°4              |
| ------- | --------- | ------------------ | ------- | -------------------- | ---- | ------------------ | ------------------------ |
| 1       | Serbia    | Novak Djokovic     | 1       | Dušan Lajović        | 26   | Filip Krajinović   | Nikola Čačić             |
| 2       | España    | Rafael Nadal       | 2       | Roberto Bautista     | 13   | Pablo Carreño      | Marcel Granollers        |
| 3       | Austria   | Dominic Thiem      | 3       | Dennis Novak         | 98   | Philipp Oswald     | Tristan-Samuel Weissborn |
| 4       | Rusia     | Daniil Medvédev    | 4       | Andréi Rubliov       | 8    | Aslán Karatsev     | Evgeny Donskoy           |
| 5       | Grecia    | Stefanos Tsitsipas | 6       | Michail Pervolarakis | 458  | Markos Kalovelonis | Petros Tsitsipas         |
| 6       | Alemania  | Alexander Zverev   | 7       | Jan-Lennard Struff   | 37   | Kevin Krawietz     | Andreas Mies             |
| 7       | Argentina | Diego Schwartzman  | 9       | Guido Pella          | 44   | Horacio Zeballos   | Máximo González          |
| 8       | Italia    | Matteo Berrettini  | 10      | Fabio Fognini        | 17   | Simone Bolelli     | Andrea Vavassori         |
| 9       | Japón     | Kei Nishikori      | 10 (PR) | Yoshihito Nishioka   | 57   | Ben McLachlan      | Toshihide Matsui         |
| 10      | Francia   | Gaël Monfils       | 11      | Benoît Paire         | 28   | Nicolas Mahut      | Édouard Roger-Vasselin   |
| 11      | Canadá    | Denis Shapovalov   | 12      | Miloš Raonić         | 14   | Steven Diez        | Peter Polansky           |
| 12 (WC) | Australia | Álex de Miñaur     | 23      | John Millman         | 38   | John Peers         | Luke Saville             |

## Fase de grupos
El sorteo de la ATP Cup se reveló el 21 de enero de 2021. Los 12 equipos se dividieron en cuatro grupos de tres equipos cada uno en un formato de todos contra todos. Los ganadores de cada grupo se clasificarán para las semifinales.

### Grupo A
| Pos. | Países   | Puntos | Partidos | Sets | Juegos |
| ---- | -------- | ------ | -------- | ---- | ------ |
| 1    | Alemania | 2-0    | 4-2      | 10-7 | 88-87  |
| 2    | Serbia   | 1-1    | 3-3      | 8-7  | 80-75  |
| 3    | Canadá   | 0-2    | 2-4      | 5-9  | 75-81  |

| | Bandera de Serbia | Serbia                            | 2 | 1  | Canadá | Bandera de Canadá |
| --- | ----------------- | --------------------------------- | - | -- | ------ | ----------------- |
| Rod Laver Arena 2 de febrero de 2021 1ª sesión (10:00 AEST) |                   |                                   |   |    |        |                   |
| \| 1 \| \| Dušan Lajović \| 3 \| 4 \| \| \| 1 \| \| Milos Raonic \| 6 \| 6 \| \| \| 2 \| \| Novak Djokovic \| 7 \| 7 \| \| \| 2 \| \| Denis Shapovalov \| 5 \| 5 \| \| \| 3 \| \| Novak Djokovic / Filip Krajinović \| 7 \| 7 \| \| \| 3 \| \| Milos Raonic / Denis Shapovalov \| 5 \| 64 \| \| |                   |                                   |   |    |        |                   |
| 1 | Bandera de Serbia | Dušan Lajović                     | 3 | 4  |        |                   |
| 1 | Bandera de Canadá | Milos Raonic                      | 6 | 6  |        |                   |
| 2 | Bandera de Serbia | Novak Djokovic                    | 7 | 7  |        |                   |
| 2 | Bandera de Canadá | Denis Shapovalov                  | 5 | 5  |        |                   |
| 3 | Bandera de Serbia | Novak Djokovic / Filip Krajinović | 7 | 7  |        |                   |
| 3 | Bandera de Canadá | Milos Raonic / Denis Shapovalov   | 5 | 64 |        |                   |

| 1 | Bandera de Serbia | Dušan Lajović                     | 3 | 4  |  |
| 1 | Bandera de Canadá | Milos Raonic                      | 6 | 6  |  |
| 2 | Bandera de Serbia | Novak Djokovic                    | 7 | 7  |  |
| 2 | Bandera de Canadá | Denis Shapovalov                  | 5 | 5  |  |
| 3 | Bandera de Serbia | Novak Djokovic / Filip Krajinović | 7 | 7  |  |
| 3 | Bandera de Canadá | Milos Raonic / Denis Shapovalov   | 5 | 64 |  |

| | Bandera de Alemania | Alemania                            | 2  | 1  | Canadá | Bandera de Canadá |
| --- | ------------------- | ----------------------------------- | -- | -- | ------ | ----------------- |
| Rod Laver Arena 3 de febrero de 2021 1ª sesión (10:00 AEST) |                     |                                     |    |    |        |                   |
| \| 1 \| \| Jan-Lennard Struff \| 7 \| 7 \| \| \| 1 \| \| Milos Raonic \| 64 \| 62 \| \| \| 2 \| \| Alexander Zverev \| 65 \| 6 \| 7 \| \| 2 \| \| Denis Shapovalov \| 7 \| 3 \| 64 \| \| 3 \| \| Kevin Krawietz / Jan-Lennard Struff \| 64 \| 78 \| [3] \| \| 3 \| \| Steven Diez / Peter Polansky \| 7 \| 6 \| [10] \| |                     |                                     |    |    |        |                   |
| 1 | Bandera de Alemania | Jan-Lennard Struff                  | 7  | 7  |        |                   |
| 1 | Bandera de Canadá   | Milos Raonic                        | 64 | 62 |        |                   |
| 2 | Bandera de Alemania | Alexander Zverev                    | 65 | 6  | 7      |                   |
| 2 | Bandera de Canadá   | Denis Shapovalov                    | 7  | 3  | 64     |                   |
| 3 | Bandera de Alemania | Kevin Krawietz / Jan-Lennard Struff | 64 | 78 | [3]    |                   |
| 3 | Bandera de Canadá   | Steven Diez / Peter Polansky        | 7  | 6  | [10]   |                   |

| 1 | Bandera de Alemania | Jan-Lennard Struff                  | 7  | 7  |      |
| 1 | Bandera de Canadá   | Milos Raonic                        | 64 | 62 |      |
| 2 | Bandera de Alemania | Alexander Zverev                    | 65 | 6  | 7    |
| 2 | Bandera de Canadá   | Denis Shapovalov                    | 7  | 3  | 64   |
| 3 | Bandera de Alemania | Kevin Krawietz / Jan-Lennard Struff | 64 | 78 | [3]  |
| 3 | Bandera de Canadá   | Steven Diez / Peter Polansky        | 7  | 6  | [10] |

| | Bandera de Serbia   | Serbia                                | 1  | 2 | Alemania | Bandera de Alemania |
| --- | ------------------- | ------------------------------------- | -- | - | -------- | ------------------- |
| Rod Laver Arena 5 de febrero de 2021 1ª sesión (10:00 AEST) |                     |                                       |    |   |          |                     |
| \| 1 \| \| Dušan Lajović \| 6 \| 3 \| 4 \| \| 1 \| \| Jan-Lennard Struff \| 3 \| 6 \| 6 \| \| 2 \| \| Novak Djokovic \| 63 \| 6 \| 7 \| \| 2 \| \| Alexander Zverev \| 7 \| 2 \| 5 \| \| 3 \| \| Nikola Čačić / Novak Djokovic \| 64 \| 7 \| [7] \| \| 3 \| \| Jan-Lennard Struff / Alexander Zverev \| 7 \| 5 \| [10] \| |                     |                                       |    |   |          |                     |
| 1 | Bandera de Serbia   | Dušan Lajović                         | 6  | 3 | 4        |                     |
| 1 | Bandera de Alemania | Jan-Lennard Struff                    | 3  | 6 | 6        |                     |
| 2 | Bandera de Serbia   | Novak Djokovic                        | 63 | 6 | 7        |                     |
| 2 | Bandera de Alemania | Alexander Zverev                      | 7  | 2 | 5        |                     |
| 3 | Bandera de Serbia   | Nikola Čačić / Novak Djokovic         | 64 | 7 | [7]      |                     |
| 3 | Bandera de Alemania | Jan-Lennard Struff / Alexander Zverev | 7  | 5 | [10]     |                     |

| 1 | Bandera de Serbia   | Dušan Lajović                         | 6  | 3 | 4    |
| 1 | Bandera de Alemania | Jan-Lennard Struff                    | 3  | 6 | 6    |
| 2 | Bandera de Serbia   | Novak Djokovic                        | 63 | 6 | 7    |
| 2 | Bandera de Alemania | Alexander Zverev                      | 7  | 2 | 5    |
| 3 | Bandera de Serbia   | Nikola Čačić / Novak Djokovic         | 64 | 7 | [7]  |
| 3 | Bandera de Alemania | Jan-Lennard Struff / Alexander Zverev | 7  | 5 | [10] |

### Grupo B
| Pos. | Países    | Puntos | Partidos | Sets | Juegos |
| ---- | --------- | ------ | -------- | ---- | ------ |
| 1    | España    | 1-1    | 4-2      | 8-3  | 63-50  |
| 2    | Grecia    | 1-1    | 3-3      | 5-6  | 48-53  |
| 3    | Australia | 1-1    | 2-4      | 5-9  | 60-68  |

| | Bandera de España    | España                            | 3 | 0 | Australia | Bandera de Australia |
| --- | -------------------- | --------------------------------- | - | - | --------- | -------------------- |
| Rod Laver Arena 2 de febrero de 2021 2ª sesión (17:30 AEST) |                      |                                   |   |   |           |                      |
| \| 1 \| \| Pablo Carreño \| 6 \| 6 \| \| \| 1 \| \| John Millman \| 2 \| 4 \| \| \| 2 \| \| Roberto Bautista \| 4 \| 6 \| 6 \| \| 2 \| \| Álex de Miñaur \| 6 \| 4 \| 4 \| \| 3 \| \| Pablo Carreño / Marcel Granollers \| 6 \| 7 \| \| \| 3 \| \| John Peers / Luke Saville \| 4 \| 5 \| \| |                      |                                   |   |   |           |                      |
| 1 | Bandera de España    | Pablo Carreño                     | 6 | 6 |           |                      |
| 1 | Bandera de Australia | John Millman                      | 2 | 4 |           |                      |
| 2 | Bandera de España    | Roberto Bautista                  | 4 | 6 | 6         |                      |
| 2 | Bandera de Australia | Álex de Miñaur                    | 6 | 4 | 4         |                      |
| 3 | Bandera de España    | Pablo Carreño / Marcel Granollers | 6 | 7 |           |                      |
| 3 | Bandera de Australia | John Peers / Luke Saville         | 4 | 5 |           |                      |

| 1 | Bandera de España    | Pablo Carreño                     | 6 | 6 |   |
| 1 | Bandera de Australia | John Millman                      | 2 | 4 |   |
| 2 | Bandera de España    | Roberto Bautista                  | 4 | 6 | 6 |
| 2 | Bandera de Australia | Álex de Miñaur                    | 6 | 4 | 4 |
| 3 | Bandera de España    | Pablo Carreño / Marcel Granollers | 6 | 7 |   |
| 3 | Bandera de Australia | John Peers / Luke Saville         | 4 | 5 |   |

| | Bandera de Grecia    | Grecia                                    | 1 | 2 | Australia | Bandera de Australia |
| --- | -------------------- | ----------------------------------------- | - | - | --------- | -------------------- |
| Rod Laver Arena 3 de febrero de 2021 2ª sesión (17:30 AEST) |                      |                                           |   |   |           |                      |
| \| 1 \| \| Michail Pervolarakis \| 2 \| 3 \| \| \| 1 \| \| John Millman \| 6 \| 6 \| \| \| 2 \| \| Stefanos Tsitsipas \| 6 \| 7 \| \| \| 2 \| \| Álex de Miñaur \| 3 \| 5 \| \| \| 3 \| \| Michail Pervolarakis / Stefanos Tsitsipas \| 3 \| 6 \| [5] \| \| 3 \| \| John Peers / Luke Saville \| 6 \| 4 \| [10] \| |                      |                                           |   |   |           |                      |
| 1 | Bandera de Grecia    | Michail Pervolarakis                      | 2 | 3 |           |                      |
| 1 | Bandera de Australia | John Millman                              | 6 | 6 |           |                      |
| 2 | Bandera de Grecia    | Stefanos Tsitsipas                        | 6 | 7 |           |                      |
| 2 | Bandera de Australia | Álex de Miñaur                            | 3 | 5 |           |                      |
| 3 | Bandera de Grecia    | Michail Pervolarakis / Stefanos Tsitsipas | 3 | 6 | [5]       |                      |
| 3 | Bandera de Australia | John Peers / Luke Saville                 | 6 | 4 | [10]      |                      |

| 1 | Bandera de Grecia    | Michail Pervolarakis                      | 2 | 3 |      |
| 1 | Bandera de Australia | John Millman                              | 6 | 6 |      |
| 2 | Bandera de Grecia    | Stefanos Tsitsipas                        | 6 | 7 |      |
| 2 | Bandera de Australia | Álex de Miñaur                            | 3 | 5 |      |
| 3 | Bandera de Grecia    | Michail Pervolarakis / Stefanos Tsitsipas | 3 | 6 | [5]  |
| 3 | Bandera de Australia | John Peers / Luke Saville                 | 6 | 4 | [10] |

| | Bandera de España | España                                  | 1 | 2 | Grecia | Bandera de Grecia |
| --- | ----------------- | --------------------------------------- | - | - | ------ | ----------------- |
| John Cain Arena 5 de febrero de 2021 1ª sesión (10:00 AEST) |                   |                                         |   |   |        |                   |
| \| 1 \| \| Pablo Carreño \| 6 \| 6 \| \| \| 1 \| \| Michail Pervolarakis \| 3 \| 4 \| \| \| 2 \| \| Roberto Bautista \| 5 \| 5 \| \| \| 2 \| \| Stefanos Tsitsipas \| 7 \| 7 \| \| \| 3 \| \| Pablo Carreño / Marcel Granollers \| 0 \| r \| \| \| 3 \| \| Markos Kalovelonis / Stefanos Tsitsipas \| 1 \| \| \| |                   |                                         |   |   |        |                   |
| 1 | Bandera de España | Pablo Carreño                           | 6 | 6 |        |                   |
| 1 | Bandera de Grecia | Michail Pervolarakis                    | 3 | 4 |        |                   |
| 2 | Bandera de España | Roberto Bautista                        | 5 | 5 |        |                   |
| 2 | Bandera de Grecia | Stefanos Tsitsipas                      | 7 | 7 |        |                   |
| 3 | Bandera de España | Pablo Carreño / Marcel Granollers       | 0 | r |        |                   |
| 3 | Bandera de Grecia | Markos Kalovelonis / Stefanos Tsitsipas | 1 |   |        |                   |

| 1 | Bandera de España | Pablo Carreño                           | 6 | 6 |  |
| 1 | Bandera de Grecia | Michail Pervolarakis                    | 3 | 4 |  |
| 2 | Bandera de España | Roberto Bautista                        | 5 | 5 |  |
| 2 | Bandera de Grecia | Stefanos Tsitsipas                      | 7 | 7 |  |
| 3 | Bandera de España | Pablo Carreño / Marcel Granollers       | 0 | r |  |
| 3 | Bandera de Grecia | Markos Kalovelonis / Stefanos Tsitsipas | 1 |   |  |

### Grupo C
| Pos. | Países  | Puntos | Partidos | Sets | Juegos |
| ---- | ------- | ------ | -------- | ---- | ------ |
| 1    | Italia  | 2-0    | 4-2      | 8-4  | 61-48  |
| 2    | Francia | 1-1    | 3-3      | 6-4  | 50-46  |
| 3    | Austria | 0-2    | 2-4      | 2-8  | 37-54  |

| | Bandera de Austria | Austria                           | 1 | 2 | Italia | Bandera de Italia |
| --- | ------------------ | --------------------------------- | - | - | ------ | ----------------- |
| John Cain Arena 2 de febrero de 2021 1ª sesión (10:00 AEST) |                    |                                   |   |   |        |                   |
| \| 1 \| \| Dennis Novak \| 6 \| 6 \| \| \| 1 \| \| Fabio Fognini \| 3 \| 2 \| \| \| 2 \| \| Dominic Thiem \| 2 \| 4 \| \| \| 2 \| \| Matteo Berrettini \| 6 \| 6 \| \| \| 3 \| \| Dennis Novak / Dominic Thiem \| 1 \| 4 \| \| \| 3 \| \| Matteo Berrettini / Fabio Fognini \| 6 \| 6 \| \| |                    |                                   |   |   |        |                   |
| 1 | Bandera de Austria | Dennis Novak                      | 6 | 6 |        |                   |
| 1 | Bandera de Italia  | Fabio Fognini                     | 3 | 2 |        |                   |
| 2 | Bandera de Austria | Dominic Thiem                     | 2 | 4 |        |                   |
| 2 | Bandera de Italia  | Matteo Berrettini                 | 6 | 6 |        |                   |
| 3 | Bandera de Austria | Dennis Novak / Dominic Thiem      | 1 | 4 |        |                   |
| 3 | Bandera de Italia  | Matteo Berrettini / Fabio Fognini | 6 | 6 |        |                   |

| 1 | Bandera de Austria | Dennis Novak                      | 6 | 6 |  |
| 1 | Bandera de Italia  | Fabio Fognini                     | 3 | 2 |  |
| 2 | Bandera de Austria | Dominic Thiem                     | 2 | 4 |  |
| 2 | Bandera de Italia  | Matteo Berrettini                 | 6 | 6 |  |
| 3 | Bandera de Austria | Dennis Novak / Dominic Thiem      | 1 | 4 |  |
| 3 | Bandera de Italia  | Matteo Berrettini / Fabio Fognini | 6 | 6 |  |

| | Bandera de Italia  | Italia                                 | 2 | 1  | Francia | Bandera de Francia |
| --- | ------------------ | -------------------------------------- | - | -- | ------- | ------------------ |
| John Cain Arena 3 de febrero de 2021 1ª sesión (10:00 AEST) |                    |                                        |   |    |         |                    |
| \| 1 \| \| Fabio Fognini \| 6 \| 7 \| \| \| 1 \| \| Benoît Paire \| 1 \| 62 \| \| \| 2 \| \| Matteo Berrettini \| 6 \| 6 \| \| \| 2 \| \| Gaël Monfils \| 4 \| 2 \| \| \| 3 \| \| Simone Bolelli / Andrea Vassavori \| 3 \| 4 \| \| \| 3 \| \| Nicolas Mahut / Édouard Roger-Vasselin \| 6 \| 6 \| \| |                    |                                        |   |    |         |                    |
| 1 | Bandera de Italia  | Fabio Fognini                          | 6 | 7  |         |                    |
| 1 | Bandera de Francia | Benoît Paire                           | 1 | 62 |         |                    |
| 2 | Bandera de Italia  | Matteo Berrettini                      | 6 | 6  |         |                    |
| 2 | Bandera de Francia | Gaël Monfils                           | 4 | 2  |         |                    |
| 3 | Bandera de Italia  | Simone Bolelli / Andrea Vassavori      | 3 | 4  |         |                    |
| 3 | Bandera de Francia | Nicolas Mahut / Édouard Roger-Vasselin | 6 | 6  |         |                    |

| 1 | Bandera de Italia  | Fabio Fognini                          | 6 | 7  |  |
| 1 | Bandera de Francia | Benoît Paire                           | 1 | 62 |  |
| 2 | Bandera de Italia  | Matteo Berrettini                      | 6 | 6  |  |
| 2 | Bandera de Francia | Gaël Monfils                           | 4 | 2  |  |
| 3 | Bandera de Italia  | Simone Bolelli / Andrea Vassavori      | 3 | 4  |  |
| 3 | Bandera de Francia | Nicolas Mahut / Édouard Roger-Vasselin | 6 | 6  |  |

| | Bandera de Austria | Austria                                   | 1  | 2 | Francia | Bandera de Francia |
| --- | ------------------ | ----------------------------------------- | -- | - | ------- | ------------------ |
| Melbourne Park 5 de febrero de 2021 2ª sesión (17:30 AEST) |                    |                                           |    |   |         |                    |
| \| 1 \| \| Dennis Novak \| 62 \| 2 \| \| \| 1 \| \| Nicolas Mahut \| 7 \| 6 \| \| \| 2 \| \| Dominic Thiem \| 6 \| \| \| \| 2 \| \| Benoît Paire \| 1 \| r \| \| \| 3 \| \| Philipp Oswald / Tristan-Samuel Weissborn \| 3 \| 3 \| \| \| 3 \| \| Nicolas Mahut / Édouard Roger-Vasselin \| 6 \| 6 \| \| |                    |                                           |    |   |         |                    |
| 1 | Bandera de Austria | Dennis Novak                              | 62 | 2 |         |                    |
| 1 | Bandera de Francia | Nicolas Mahut                             | 7  | 6 |         |                    |
| 2 | Bandera de Austria | Dominic Thiem                             | 6  |   |         |                    |
| 2 | Bandera de Francia | Benoît Paire                              | 1  | r |         |                    |
| 3 | Bandera de Austria | Philipp Oswald / Tristan-Samuel Weissborn | 3  | 3 |         |                    |
| 3 | Bandera de Francia | Nicolas Mahut / Édouard Roger-Vasselin    | 6  | 6 |         |                    |

| 1 | Bandera de Austria | Dennis Novak                              | 62 | 2 |  |
| 1 | Bandera de Francia | Nicolas Mahut                             | 7  | 6 |  |
| 2 | Bandera de Austria | Dominic Thiem                             | 6  |   |  |
| 2 | Bandera de Francia | Benoît Paire                              | 1  | r |  |
| 3 | Bandera de Austria | Philipp Oswald / Tristan-Samuel Weissborn | 3  | 3 |  |
| 3 | Bandera de Francia | Nicolas Mahut / Édouard Roger-Vasselin    | 6  | 6 |  |

### Grupo D
| Pos. | Países    | Puntos | Partidos | Sets | Juegos |
| ---- | --------- | ------ | -------- | ---- | ------ |
| 1    | Rusia     | 2-0    | 4-2      | 9-4  | 68-45  |
| 2    | Argentina | 1-1    | 4-2      | 8-5  | 67-56  |
| 3    | Japón     | 0-2    | 1-5      | 3-11 | 42-76  |

| | Bandera de Rusia     | Rusia                              | 2 | 1  | Argentina | Bandera de Argentina |
| --- | -------------------- | ---------------------------------- | - | -- | --------- | -------------------- |
| John Cain Arena 2 de febrero de 2021 2ª sesión (17:30 AEST) |                      |                                    |   |    |           |                      |
| \| 1 \| \| Andréi Rubliov \| 6 \| 6 \| \| \| 1 \| \| Guido Pella \| 1 \| 2 \| \| \| 2 \| \| Daniil Medvédev \| 7 \| 6 \| \| \| 2 \| \| Diego Schwartzman \| 5 \| 3 \| \| \| 3 \| \| Aslán Karatsev / Andréi Rubliov \| 4 \| 64 \| \| \| 3 \| \| Máximo González / Horacio Zeballos \| 6 \| 7 \| \| |                      |                                    |   |    |           |                      |
| 1 | Bandera de Rusia     | Andréi Rubliov                     | 6 | 6  |           |                      |
| 1 | Bandera de Argentina | Guido Pella                        | 1 | 2  |           |                      |
| 2 | Bandera de Rusia     | Daniil Medvédev                    | 7 | 6  |           |                      |
| 2 | Bandera de Argentina | Diego Schwartzman                  | 5 | 3  |           |                      |
| 3 | Bandera de Rusia     | Aslán Karatsev / Andréi Rubliov    | 4 | 64 |           |                      |
| 3 | Bandera de Argentina | Máximo González / Horacio Zeballos | 6 | 7  |           |                      |

| 1 | Bandera de Rusia     | Andréi Rubliov                     | 6 | 6  |  |
| 1 | Bandera de Argentina | Guido Pella                        | 1 | 2  |  |
| 2 | Bandera de Rusia     | Daniil Medvédev                    | 7 | 6  |  |
| 2 | Bandera de Argentina | Diego Schwartzman                  | 5 | 3  |  |
| 3 | Bandera de Rusia     | Aslán Karatsev / Andréi Rubliov    | 4 | 64 |  |
| 3 | Bandera de Argentina | Máximo González / Horacio Zeballos | 6 | 7  |  |

| | Bandera de Rusia | Rusia                              | 2 | 1 | Japón | Bandera de Japón |
| --- | ---------------- | ---------------------------------- | - | - | ----- | ---------------- |
| John Cain Arena 3 de febrero de 2021 2ª sesión (17:30 AEST) |                  |                                    |   |   |       |                  |
| \| 1 \| \| Andréi Rubliov \| 6 \| \| \| \| 1 \| \| Yoshihito Nishioka \| 1 \| 3 \| \| \| 2 \| \| Daniil Medvédev \| 6 \| 6 \| \| \| 2 \| \| Kei Nishikori \| 2 \| 4 \| \| \| 3 \| \| Evgeny Donskoy / Aslán Karatsev \| 6 \| 3 \| [10] \| \| 3 \| \| Ben McLachlan / Yoshihito Nishioka \| 4 \| 6 \| [12] \| |                  |                                    |   |   |       |                  |
| 1 | Bandera de Rusia | Andréi Rubliov                     | 6 |   |       |                  |
| 1 | Bandera de Japón | Yoshihito Nishioka                 | 1 | 3 |       |                  |
| 2 | Bandera de Rusia | Daniil Medvédev                    | 6 | 6 |       |                  |
| 2 | Bandera de Japón | Kei Nishikori                      | 2 | 4 |       |                  |
| 3 | Bandera de Rusia | Evgeny Donskoy / Aslán Karatsev    | 6 | 3 | [10]  |                  |
| 3 | Bandera de Japón | Ben McLachlan / Yoshihito Nishioka | 4 | 6 | [12]  |                  |

| 1 | Bandera de Rusia | Andréi Rubliov                     | 6 |   |      |
| 1 | Bandera de Japón | Yoshihito Nishioka                 | 1 | 3 |      |
| 2 | Bandera de Rusia | Daniil Medvédev                    | 6 | 6 |      |
| 2 | Bandera de Japón | Kei Nishikori                      | 2 | 4 |      |
| 3 | Bandera de Rusia | Evgeny Donskoy / Aslán Karatsev    | 6 | 3 | [10] |
| 3 | Bandera de Japón | Ben McLachlan / Yoshihito Nishioka | 4 | 6 | [12] |

| | Bandera de Argentina | Argentina                          | 3 | 0  | Japón | Bandera de Japón |
| --- | -------------------- | ---------------------------------- | - | -- | ----- | ---------------- |
| Rod Laver Arena 6 de febrero de 2021 2ª sesión (17:30 AEST) |                      |                                    |   |    |       |                  |
| \| 1 \| \| Guido Pella \| 6 \| 7 \| \| \| 1 \| \| Yoshihito Nishioka \| 3 \| 64 \| \| \| 2 \| \| Diego Schwartzman \| 6 \| 64 \| 6 \| \| 2 \| \| Kei Nishikori \| 1 \| 7 \| 0 \| \| 3 \| \| Máximo González / Horacio Zeballos \| 6 \| 6 \| \| \| 3 \| \| Ben McLachlan / Toshihide Matsui \| 2 \| 2 \| \| |                      |                                    |   |    |       |                  |
| 1 | Bandera de Argentina | Guido Pella                        | 6 | 7  |       |                  |
| 1 | Bandera de Japón     | Yoshihito Nishioka                 | 3 | 64 |       |                  |
| 2 | Bandera de Argentina | Diego Schwartzman                  | 6 | 64 | 6     |                  |
| 2 | Bandera de Japón     | Kei Nishikori                      | 1 | 7  | 0     |                  |
| 3 | Bandera de Argentina | Máximo González / Horacio Zeballos | 6 | 6  |       |                  |
| 3 | Bandera de Japón     | Ben McLachlan / Toshihide Matsui   | 2 | 2  |       |                  |

| 1 | Bandera de Argentina | Guido Pella                        | 6 | 7  |   |
| 1 | Bandera de Japón     | Yoshihito Nishioka                 | 3 | 64 |   |
| 2 | Bandera de Argentina | Diego Schwartzman                  | 6 | 64 | 6 |
| 2 | Bandera de Japón     | Kei Nishikori                      | 1 | 7  | 0 |
| 3 | Bandera de Argentina | Máximo González / Horacio Zeballos | 6 | 6  |   |
| 3 | Bandera de Japón     | Ben McLachlan / Toshihide Matsui   | 2 | 2  |   |

## Fase eliminatoria

### Rondas finales
|  | Semifinales  | Semifinales  | Semifinales  |        |   | Final        | Final        | Final        |  |
|  | 6 de febrero | 6 de febrero | 6 de febrero |        |   | 7 de febrero | 7 de febrero | 7 de febrero |  |
|  |              |              |              |        |   |              |              |              |  |
|  |              |              |              |        |   |              |              |              |  |
|  | 6            | Alemania     | 1            |        |   |              |              |              |  |
|  | 6            | Alemania     | 1            |        |   |              |              |              |  |
|  | 4            | Rusia        | 2            |        |   |              |              |              |  |
|  | 4            | Rusia        | 2            |        | 4 | Rusia        | 2            |              |  |
|  |              |              |              |        | 4 | Rusia        | 2            |              |  |
|  |              |              | 8            | Italia | 0 |              |              |              |  |
|  | 8            | Italia       | 8            | Italia | 0 | 3            |              |              |  |
|  | 8            | Italia       |              |        |   | 3            |              |              |  |
|  | 2            | España       | 0            |        |   |              |              |              |  |
|  | 2            | España       | 0            |        |   |              |              |              |  |
|  |              |              |              |        |   |              |              |              |  |

### Semifinales
| | Bandera de Alemania | Alemania                            | 1 | 2  | Rusia | Bandera de Rusia |
| --- | ------------------- | ----------------------------------- | - | -- | ----- | ---------------- |
| Rod Laver Arena 6 de febrero de 2021 1ª sesión (10:00 AEST) |                     |                                     |   |    |       |                  |
| \| 1 \| \| Jan-Lennard Struff \| 6 \| 1 \| 2 \| \| 1 \| \| Andréi Rubliov \| 3 \| 6 \| 6 \| \| 2 \| \| Alexander Zverev \| 6 \| 3 \| 5 \| \| 2 \| \| Daniil Medvédev \| 3 \| 6 \| 7 \| \| 3 \| \| Kevin Krawietz / Jan-Lennard Struff \| 6 \| 7 \| \| \| 3 \| \| Evgeny Donskoy / Aslán Karatsev \| 3 \| 62 \| \| |                     |                                     |   |    |       |                  |
| 1 | Bandera de Alemania | Jan-Lennard Struff                  | 6 | 1  | 2     |                  |
| 1 | Bandera de Rusia    | Andréi Rubliov                      | 3 | 6  | 6     |                  |
| 2 | Bandera de Alemania | Alexander Zverev                    | 6 | 3  | 5     |                  |
| 2 | Bandera de Rusia    | Daniil Medvédev                     | 3 | 6  | 7     |                  |
| 3 | Bandera de Alemania | Kevin Krawietz / Jan-Lennard Struff | 6 | 7  |       |                  |
| 3 | Bandera de Rusia    | Evgeny Donskoy / Aslán Karatsev     | 3 | 62 |       |                  |

| | Bandera de Italia | Italia                            | 3        | 0 | España | Bandera de España |
| --- | ----------------- | --------------------------------- | -------- | - | ------ | ----------------- |
| John Cain Arena 6 de febrero de 2021 1ª sesión (10:00 AEST) |                   |                                   |          |   |        |                   |
| \| 1 \| \| Fabio Fognini \| 6 \| 1 \| 6 \| \| 1 \| \| Pablo Carreño \| 2 \| 6 \| 4 \| \| 2 \| \| Matteo Berrettini \| 6 \| 7 \| \| \| 2 \| \| Roberto Bautista \| 3 \| 5 \| \| \| 3 \| \| Simone Bolelli / Andrea Vavassori \| walkover \| \| \| \| 3 \| Pablo Carreño / Marcel Granollers \| \| \| \| \| |                   |                                   |          |   |        |                   |
| 1 | Bandera de Italia | Fabio Fognini                     | 6        | 1 | 6      |                   |
| 1 | Bandera de España | Pablo Carreño                     | 2        | 6 | 4      |                   |
| 2 | Bandera de Italia | Matteo Berrettini                 | 6        | 7 |        |                   |
| 2 | Bandera de España | Roberto Bautista                  | 3        | 5 |        |                   |
| 3 | Bandera de Italia | Simone Bolelli / Andrea Vavassori | walkover |   |        |                   |
| 3 | Bandera de España | Pablo Carreño / Marcel Granollers |          |   |        |                   |

### Final
| | Bandera de Rusia  | Rusia                             | 2         | 0 | Italia | Bandera de Italia |
| --- | ----------------- | --------------------------------- | --------- | - | ------ | ----------------- |
| Rod Laver Arena 7 de febrero de 2021 1ª sesión (10:00 AEST) |                   |                                   |           |   |        |                   |
| \| 1 \| \| Andréi Rubliov \| 6 \| 6 \| \| \| 1 \| \| Fabio Fognini \| 1 \| 2 \| \| \| 2 \| \| Daniil Medvédev \| 6 \| 6 \| \| \| 2 \| \| Matteo Berrettini \| 4 \| 2 \| \| \| 3 \| \| Evgeny Donskoy / Aslán Karatsev \| No \| \| \| \| 3 \| \| Simone Bolelli / Andrea Vavassori \| disputado \| \| \| |                   |                                   |           |   |        |                   |
| 1 | Bandera de Rusia  | Andréi Rubliov                    | 6         | 6 |        |                   |
| 1 | Bandera de Italia | Fabio Fognini                     | 1         | 2 |        |                   |
| 2 | Bandera de Rusia  | Daniil Medvédev                   | 6         | 6 |        |                   |
| 2 | Bandera de Italia | Matteo Berrettini                 | 4         | 2 |        |                   |
| 3 | Bandera de Rusia  | Evgeny Donskoy / Aslán Karatsev   | No        |   |        |                   |
| 3 | Bandera de Italia | Simone Bolelli / Andrea Vavassori | disputado |   |        |                   |